# Powiat de Krapkowice
Le powiat de Krapkowice (en polonais : powiat krapkowicki) est un powiat appartenant à la voïvodie d'Opole dans le sud-ouest de la Pologne.

## Division administrative
Le powiat de Krapkowice comprend 5 communes :
- 3 communes urbaines-rurales : Gogolin, Krapkowice et Zdzieszowice ;
- 2 communes rurales : Strzeleczki et Walce.